# Australian Lacrosse League
Die Australian Lacrosse League (ALL) war von 2004 bis 2007 die höchste Spielklasse im australischen Herren-Lacrosse und wurde mit der Absicht in Betrieb genommen, den Sport in Australien weiterzuentwickeln und zu fördern. Die ALL ersetzte durch ihre Inbetriebnahme die Australian Senior Lacrosse Meisterschaften, welche jährlich in einer Festwoche stattfanden.
Es nahmen die Staaten  Victoria, South Australia und Western Australia an der Liga teil. Das Ziel der Liga war es, dass alle Staaten und Territorien Australiens mit einem Team in der Liga vertreten sind.
Jedes Team spielte zweimal gegen jedes andere, in Spielen, die samstags und sonntags über drei Wochenenden lagen.
Jedes Team hatte dabei einen solchen „double-header“ in seinem Heimstadion und einen „double-header“ auswärts. Die beiden Teams, die das beste Sieg/Niederlagen-Verhältnis haben, treten nach den regulären Spielen im Finale gegeneinander an.
Lacrosse Australia, das leitende Gremium des Herren-Lacrosse in Australien, versuchte, die Liga um die anderen Bundesstaaten zu erweitern. Stattdessen sprachen sich aber nach vier Jahren zwei der drei Teilnehmer gegen den Austragungsmodus aus und so wurde das Ligaformat wieder eingestellt.

## ALL-Meister
- 2004 – Victoria
- 2005 – Victoria
- 2006 – Western Australia
- 2007 – Victoria